# Galaxie naine du Sculpteur
La galaxie naine du Sculpteur est une galaxie naine sphéroïdale qui fait partie du Groupe local et située dans la direction du Sculpteur. Elle fut découverte en 1937 par Harlow Shapley ; il s’agit de la première galaxie naine sphéroïdale à avoir été découverte.
Distante de 285 000 années-lumière du système solaire, la galaxie naine du Sculpteur est un satellite de la Voie lactée.